# Fastenwandern
Das Fastenwandern verbindet das Fasten bzw. das Heilfasten mit dem Wandern. Fastenwandern unterscheidet sich von gewöhnlichem Fasten dadurch, dass die körperliche Betätigung an der frischen Luft den Effekt des Fastens verstärkt. Durch die gleichzeitige Bewegung während der Fastenzeit wird ein höherer Grundumsatz erzielt, wodurch die Auswirkungen des Hungerstoffwechsels früher eintreten.

## Geschichte
Mahatma Gandhi unternahm in Indien bereits 1946 einen drei Tage langen Fußmarsch durch die gleißende Hitze. Als Proviant hatte er nur Wasser mit Zitrone und Honig dabei.
Im Jahr 1953 führte der Schwede Lennart Edrén einen Selbstversuch durch, um seine Idee von der Ungefährlichkeit des Fastenwanderns zu beweisen. Täglich legte er dabei über 50 Kilometer zurück. Auf Nahrung verzichtete er, zur Durstlöschung nahm er nur frisches Quellwasser zu sich. Sein Ergebnis war eine durchwegs positive Erfahrung. Ein Jahr später unternahm er den ersten 500 km langen Fastenmarsch von Göteborg nach Stockholm. Die schwedische Presse begleitete ihn und erzeugte landesweites Aufsehen. Der Vegetarier Edrén wurde ein populärer Wegbereiter der Fastenwanderbewegung in Europa. 1964 wiederholte er mit 20 Freiwilligen den Marsch. Die Idee des Fastenmarsches wurde von dem deutschen Theologen, Soziologen und Politologen Christoph Michl aufgegriffen. Er nutzte sie als „Hungermärsche“, um sich bei den Friedens- und Umweltbewegungen im In- und Ausland Gehör zu verschaffen. Aufgrund seines Buches „Fastenaktionen, Hungermärsche“ lud ihn das Fernsehmagazin „Die Sprechstunde“ in München 1984 während der Fastenzeit zu einem Interview ein. Daraufhin bekam er Anfragen, ob man mitmachen dürfe. Da Christoph Michl der Begriff „Fasten-Märsche“ nicht gefiel, entwickelte er die Bezeichnung „Fasten-Wanderungen“. Ihm war es ein großes Anliegen, diese natürliche Gesunderhaltungsmethode möglichst schnell und umfangreich auszubreiten. Anders als Lennart Edrén verlegte er die Wanderrouten sofort von der Straße auf Wege in den Wäldern und in der Naturlandschaft. Er verkürzte die Tagesstrecken von 50 auf etwa 20 Kilometer. Christoph Michl führte überall in Deutschland, Europa, den USA, Nordafrika, Israel und dem Himalaja Fastenwanderungen durch.

## Wissenschaftliche Untersuchungen
Eine im März 2014 veröffentlichte Studie befasste sich mit einer verschärften Form des Fastenwanderns. 15 gesunde, aber übergewichtige Männer (Alter 30 bis 55 Jahre, BMI 27 bis 35) erhielten pro Tag 0,8 Gramm Molke oder Sucrose pro Kilogramm Körpergewicht, sowie die benötigte Menge an Elektrolyten, Vitaminen und anderen Zusätzen. Dazu mussten sie täglich 45 Minuten an einem Handkurbel-Ergometer trainieren sowie acht Stunden lang wandern. Im Schnitt verloren die Probanden innert diesen vier Tagen fünf Kilogramm Körpergewicht, wovon die Hälfte aus Muskelmasse bestand. In den darauf folgenden sieben Tagen wurde es den Teilnehmern untersagt, mehr als 10.000 Schritte pro Tag zu gehen, und sie erhielten eine Diät, die dem tatsächlichen Energieverbrauch entsprach.
Im Monat nach der Studie verloren sie im Schnitt ein weiteres Kilogramm Körpergewicht, und selbst ein Jahr nach der Studie hatten sie im Durchschnitt nur 50 % des verlorenen Körpergewichts wieder zugelegt (Jojo-Effekt). Obwohl den Teilnehmern keine Ernährungsberatung angeboten und keine Änderung des Lebensstils nahegelegt wurde, war der dauerhafte Verlust an Fettmasse höher als bei den meisten anderen Diäten.